# Región Colonia/Bonn

Área metropolitana de Colonia/Bonn.

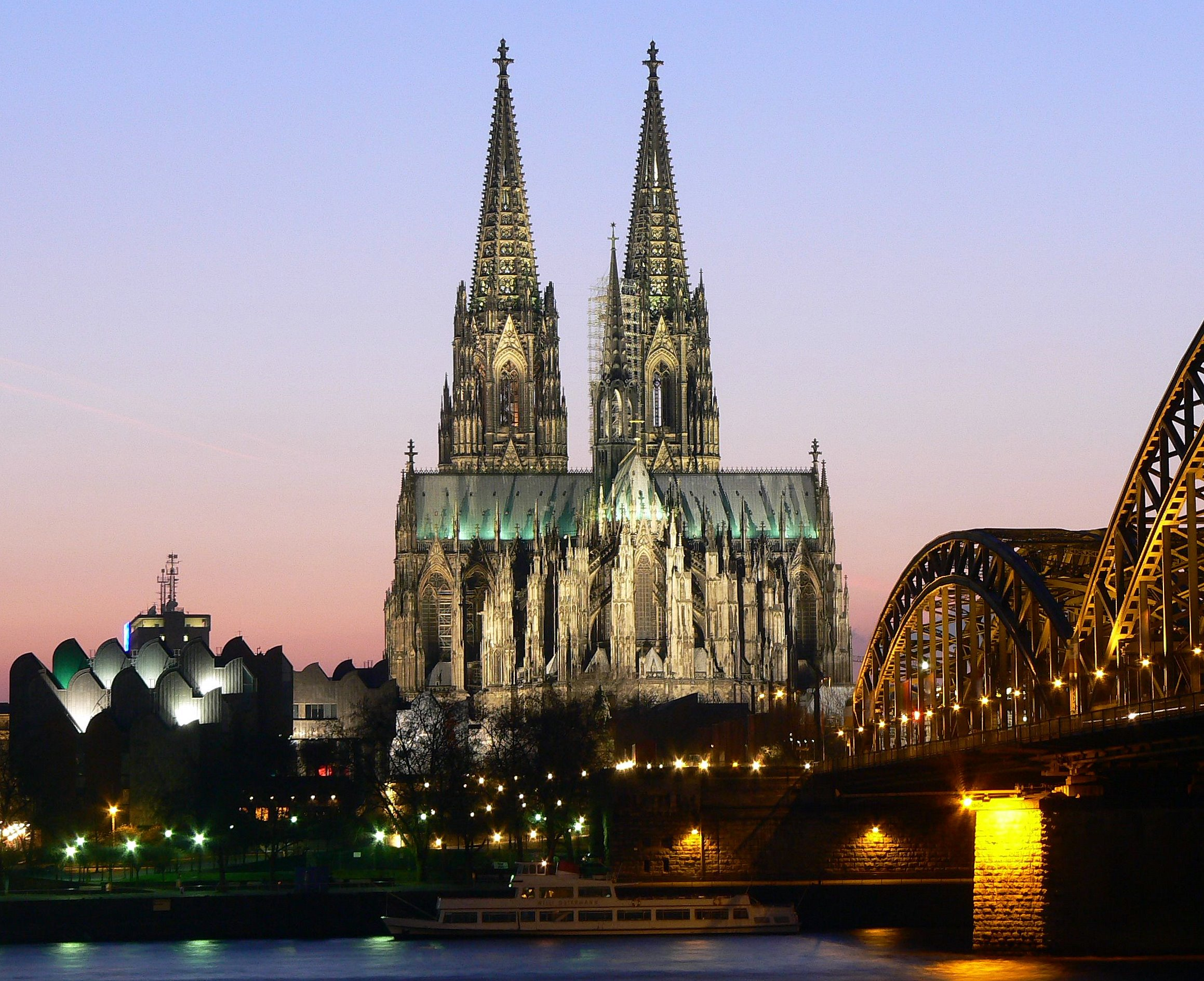
Catedral de Colonia

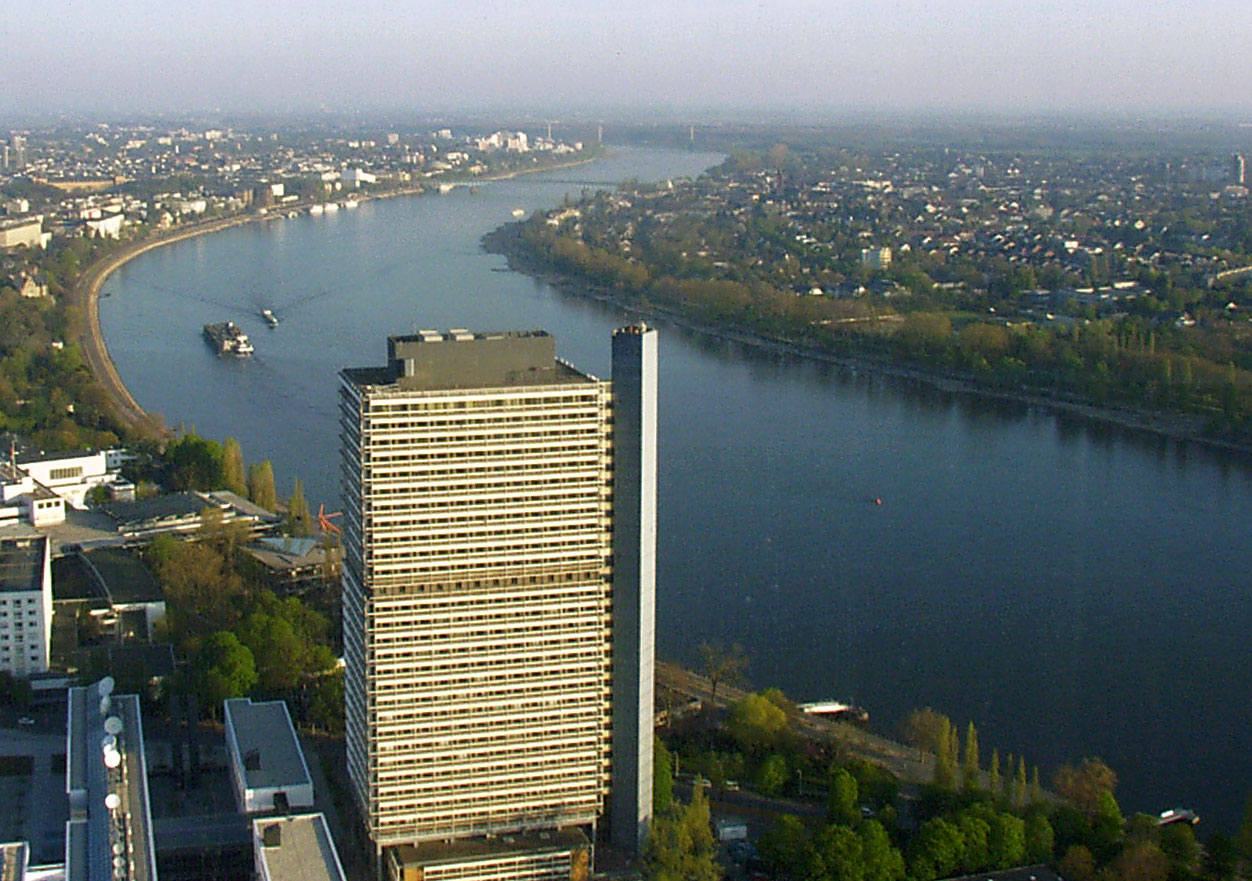
Vista de Bonn

La Región de Colonia/Bonn (en alemán Region Köln/Bonn), también conocida como Área Metropolitana de Colonia/Bonn (Metropolregion Köln/Bonn) es una entidad de carácter supramunicipal que cubre las ciudades de Colonia, Bonn y Leverkusen así como los distritos adyacentes de Oberbergische, Rin-Erft, Rin-Sieg y Renania-Berg de la Región de Colonia, en el estado federado de Renania del Norte-Westfalia (Alemania).
La región cubre un área de 3.839 km² y cuenta con una población de 3,13 millones de habitantes, lo que significa una densidad de población de 815 hab/km², que la convierte en una de las más densas de toda Alemania. Esta área metropolitana forma parte de la macrorregión urbana conocida como la Región Rin-Ruhr, formando un contrapeso al área más integrada de la cuenca del Ruhr también dentro de la macrorregión.
La entidad fue establecida por los gobiernos locales en 1992 con el objetivo de promocionar políticas comunes de planeamiento regional y urbano, tráfico, medio ambiente e inversiones. Así, colaboran con la organización no sólo las administraciones locales sino también entidades como las Cámaras de Industria y Comercio de Colonia (IHK Köln) y Bonn/Rin-Sieg (IHK Bonn/Rhein-Sieg), la Cámara de Artesanía de Colonia (Handwerkskammer zu Köln), las cajas de ahorros de Colonia/Bonn (Sparkasse KölnBonn), Leverkusen (Sparkasse Leverkusen) y del distrito de Colonia (Kreissparkasse Köln), el departamento de paisajismo de Renania (Landschaftsverband Rheinland) y el sindicato DGB (Deutsche Gewerkschaftsbund-Region Köln/Bonn).
En 2003, los gobiernos locales junto con las cajas de ahorros y otras entidades, fundaron la empresa Standortmarketing Region Köln/Bonn GmbH para promocionar la región desde un punto de vista nacional e internacional durante la celebración del Regionale 2010, una exposición bienal que se celebra cada vez en una región de Renania del Norte-Wesfalia y que ofrece la posibilidad de proyección de los anfitriones.
Desde 2008 se han realizado estudios para incluir en la región a ciudades del Bajo Rin (la más importante, la ciudad de Düsseldorf) con el objetivo de formar un área metropolitana más amplia llamada Región Metropolitana de Renania (Metropolregion Rheinland).

## Composición
El Área Metropolitana de Colonia/Bonn cubre los siguientes Distritos (Kreise) y Ciudades no adscritas (Kreisfreie Städte):
| Distrito (Kreis)                                | Ciudad no adscrita (Kreisfreie Stadt) | Superficie (en km²) | Población |
| ----------------------------------------------- | ------------------------------------- | ------------------- | --------- |
| Renania del Norte-Westfalia / Región de Colonia |                                       |                     |           |
|                                                 | Colonia                               | 405,15              | 989.766   |
|                                                 | Bonn                                  | 141,22              | 314.299   |
|                                                 | Leverkusen                            | 78,85               | 161.336   |
| Alto Berg                                       |                                       | 918,56              | 280.840   |
| Rin-Erft                                        |                                       | 704,60              | 464.130   |
| Rin-Sieg                                        |                                       | 1.153,29            | 598.736   |
| Renania-Berg                                    |                                       | 437,53              | 278.859   |
| TOTAL                                           | TOTAL                                 | 3.839               | 3.087.996 |